# Санторсо (Виченца)
Санторсо (итал. Santorso) је насеље у Италији у округу Виченца, региону Венето.
Према процени из 2011. у насељу је живело 5236 становника. Насеље се налази на надморској висини од 206 м.

## Становништво
Према резултатима пописа становништва 2011. у општини је живело 5.746 становника.
| 1931. | 1936. | 1951. | 1961. | 1971. | 1981. | 1991. | 2001. | 2011. |
| ----- | ----- | ----- | ----- | ----- | ----- | ----- | ----- | ----- |
| 3.674 | 3.815 | 4.071 | 4.404 | 4.842 | 4.993 | 5.007 | 5.272 | 5.746 |

## Партнерски градови
- Vejano